# Brand Nubian
Brand Nubian es un grupo de hip hop procedente de New Rochelle, Nueva York. Grand Puba, Sadat X, DJ Álamo y Lord Jamar formaron el conjunto en 1989 y pronto firmaron con Elektra Records para su debut oficial en 1990 con el 'All for One'.
Causaron controversia con temas como "Drop the Bomb"; pero pese a ello, el álbum no consiguió demasiado éxito comercial. El videoclip del sencillo "Wake Up," fue prohibido por la MTV, debido a que retrata a la gente de raza blanca como diablos. Tras el estreno con Elektra Records, el líder de la banda, Grand Puba, se marchó y se llevó a DJ Álamo con él, mientras Lord Jamar y Sadat añadieron a DJ Sincere para el segundo LP del grupo, In God We Trust (1993). Las ventas fueron moderadamente bien, en parte porque solucionar el problema homófono del anterior trabajo. El sencillo "Punks Jump Up To Get The Beat Down" fue de los más aclamados por los fanes del género. El grupo volvió a la controversia con la venta de Everything Is Everything (1994), que contiene “lenguaje de odio”. Finalmente el grupo se disolvió y cada uno empezó su carrera en solitario tanto en música como en TV. Los miembros originales se reunieron en 1998 para sacar a la venta Foundation, álbum que ofreció un éxito inesperado. Pese a ello, siguieron trabajando individualmente en sus proyectos, para volverse a reunir en 2004 para el álbum Fire In The Hole. Completa su discografía Time’s runnin’ out, editado en el 2007 pero grabado, aproximadamente, en 1997, justo antes de Foundation.

## Canción tributo a ellos mismos
Brand Nubian cuenta con una canción tributo al grupo llamada "Brand Nubian". La canción tiene fragmentos de Flashlight de George Clinton y sampleada del tema de Cameo, Rigor Mortis.
Esta canción fue incorporada en la banda sonora del videojuego Grand Theft Auto: San Andreas.

## Discografía
- 1990 One For All
- 1993 In God we Trust
- 1994 Everything is Everything
- 1998 Foundation
- 2004 Fire in the Hole
- 2007 Time’s runnin’ out